# Martín de la Herrán
Martín Jacobo de la Herrán Sabick (Jerez de la Frontera, 6 de noviembre de 1976) es un abogado y expolítico español. Fue el candidato por Unión Progreso y Democracia (UPyD) a la Presidencia de la Junta de Andalucía para las elecciones al Parlamento de Andalucía de 2012 y para las de 2015.

## Biografía
Hijo de un jerezano y una estadounidense, Martín de la Herrán realizó sus estudios de Derecho en España. En 2006 fundó el bufete de abogados  "Abolex Abogados" en su ciudad natal; entre sus causas más notorias se encontró la defensa de los afectados por los casos de bebés supuestamente robados en la provincia de Cádiz, donde colaboró activamente con la asociación SOS Bebés Robados.
En 2008 se afilió a Unión Progreso y Democracia (UPyD), partido por el que fue candidato a la alcaldía de Jerez en las municipales de 2011. Tras un proceso de primarias sin avales donde cualquier afiliado pudo presentarse, en septiembre de 2011 fue elegido candidato a la Presidencia de la Junta de Andalucía con el 70% de los votos y en octubre de 2014 es elegido con el 65% de los votos.
Martín de la Herrán fue elegido en mayo de 2012 coordinador territorial de UPyD en Andalucía con un 49,83% de los votos de los afiliados.
Tras las elecciones autonómicas de 2015 y la desaparición del partido en el que militaba, se traslada a Benidorm, donde abandona su actividad política y continúa ejerciendo como abogado, siendo nombrado como unos de los 100 mejores abogados de España según el ranking de Emérita Legal.
En 2021, tras pasar un mes hospitalizado por Covid severo, inicia el proyecto de puesta en marcha de un museo de vehículos clásicos y singulares en Finestrat (Alicante), el Museo del Motor, que actualmente dirige, actividad que compatibiliza con su ejercicio profesional.